# Элязыгское землетрясение (2020)
Разрушительное землетрясение в восточной турецкой провинции Элязыг магнитудой 6,7, произошло 24 января 2020 года в 20:55 по местному времени. Источник колебаний (гипоцентр) залегал на глубине 11,9 км недалеко от города Сивридже. Землетрясение ощущалось в соседних провинциях Диярбакыр, Малатья, Адыяман и Самсун. Длительность его составила около 40 секунд. Магнитуда повторных толчков была от 5,4 до 3,3. Интенсивность землетрясения составила VIII по шкале MM.
Подземные толчки также ощущались в Израиле, Сирии, Иране, Ираке, Ливане, Албании и Грузии.

## Геология
Большая часть Турции находится на Анатолийской плите, которая вытесняется на запад в результате столкновения между Аравийской плитой и Евразийской плитой. Это движение на запад сопровождается двумя крупными зонами разломов. Движение по этим двум разломам было исторически причиной многих крупных и разрушительных землетрясений. Самыми последними крупными землетрясениями на момент происшествия в январе 2020 года на Восточно-Анатолийском разломе были землетрясение в Бингёле в 2003 году ( 6,4 М) и землетрясение в Элязыге в 2010 году (6,1М).

## Афтершоки
В течение нескольких дней после землетрясения произошло 1077 повторных толчков магнитудой от 1,8 до 5,4, из них 13 свыше 4,0.

## Последствия
Изначально сообщалось, что около пяти домов обрушились в провинции Элязыг, ещё 25 —  в уезде Доганьол в провинции Малатья. Тысячи жителей Турции после землетрясения провели ночь на улице из-за угрозы повторных толчков и обрушения зданий.
В результате проведения работ по устранению последствий землетрясения было обнаружено, что 72 здания разрушены, 514 были серьёзно повреждены, а 409 были определены как с незначительными повреждениями или умеренно-повреждённые.
Была проведена оценка целостности 13 346 зданий. 378 из них в Элязыге, Малатье, Диярбакыре, Адыямане и Кахраманмараше оказались разрушены, 3249 получили серьёзные повреждения, 214 —  умеренно и 4826 — менее повреждены, 4629 зданий были неповреждёнными.

## Жертвы и пострадавшие
На территории провинции Элязыг на момент происшествия проживало около 400 тысяч человек. Погиб 41 человек (в том числе 37 в Элязыге и 4 в Малатье), 1607 были ранены (1523 с легкими ранениями), из них 16 попали в реанимацию. Спасатели вытащили из-под завалов 45 человек.

## Помощь
В пострадавшие провинции были направлены 170 дополнительных машин скорой помощи и медицинские вертолёты. Министр обороны Турции Хулуси Акар объявил, что армия готова помочь в случае необходимости. Турецкие благотворительные организации также отправили свои команды в пострадавшие районы.
Около 15 000 человек в последующем были переселены из поврежденных и разрушенных зданий в гимназии и школы, также было установлено более 5000 палаток для тех, кому не хватило места.
Коммуникационные компании Турции заявили о предоставлении бесплатного доступа в интернет и бесплатные звонки для жителей пострадавшего от землетрясения региона.
Поисково-спасательные работы были завершены 28 января. Для работ под руководством управления по чрезвычайным ситуациям Турции (AFAD) было отправлено 5093 человека, 636 транспортных средств и 22 поисковых собаки. В общей сложности 800 сотрудников НПО также приняли участие в поисках.